# Michel Prieur (juriste)
Pour les articles homonymes, voir Michel Prieur (numismate) et Prieur (homonymie).
Michel Prieur, né le 26 décembre 1940, est un professeur agrégé émérite français spécialiste du droit de l'environnement et doyen honoraire de la Faculté de droit de l'Université de Limoges.

## Biographie universitaire et scientifique
Diplômé de Sciences po Paris en 1964, puis de l’Institut des Hautes études internationales de Paris en 1965, Michel Prieur soutient une thèse intitulée Les Entreprises publiques locales et obtient le prix de thèse de la faculté de droit de Paris Panthéon en 1967. Il devient agrégé de droit public et de sciences politiques en 1969.
Professeur à l’Université de Strasbourg (1970-1981), il rejoint ensuite l’Université de Limoges (1983-2004) et y fonde en 1985 le Centre de recherches interdisciplinaires en droit de l'environnement, de l'aménagement et de l'urbanisme (CRIDEAU).
Doyen honoraire de la faculté de droit et des sciences économiques de Limoges (1988-1992), il est membre élu du Conseil national des universités (1996-1999).
Il est Docteur Honoris causa de l'Université de Zaragoza (2010), de l'Université d’écologie de Bucarest (2011), de l'Université de Sherbrooke (2011) et de l'Université du Littoral de Santa Fe en Argentine (2011).

### Activité scientifique
En 1976, il est le fondateur et le directeur de la Revue juridique de l'environnement, revue scientifique lié à la Société Française pour le Droit de l'Environnement (SFDE).
En 1997, il fonde et dirige la Revue européenne de droit de l’environnement (REDE) qui sera publiée jusqu'en 2009.
Il participe à de nombreuses revues internationales de droit de l'environnement en tant que membre du comité scientifique ou du comité de rédaction : Aménagement-environnement (Belgique), International journal of estuarine and coastal law (Grande Bretagne), Ambiente y recursos naturales (Argentine), Revista giuridica dell’ambiente (Italie), Journal for European environmental and planning law (Berlin) ou encore La Revue semestrielle de droit animalier, revue française dirigée par le juriste Jean-Pierre Marguénaud.
De 1992 à 2002, il est responsable de la recherche juridique en droit de l’environnement pour la francophonie au sein de l'AUPELF-UREF et de l'OIF.
Parmi ses sujets de recherche figure le principe de non-régression en droit de l'environnement.
Il a dirigé un nombre important de thèses, essentiellement en droit de l'environnement.

## Activités juridiques et institutionnelles

### France
Au-delà de son activité strictement universitaire, Michel Prieur est impliqué dans un grand nombre d'associations et projets institutionnels. Son action se déploie d'abord au sein de la Société française pour le droit de l’environnement qu'il crée en 1976 et qu'il dirige jusqu'à 2015 avant d'en devenir un des Présidents d'honneur,. Il préside également l’association européenne de droit de l’environnement de 1993 à1997.
En France, il intègre la section du cadre de vie du Conseil économique et social de 1980 à1982. Il participe au Conseil national du développement durable (2005-2008). Lors du Grenelle de l’environnement de 2007 il est vice-président de la commission « gouvernance et démocratie écologique ». De décembre 2012 à 2014, il participe au conseil d’analyse des politiques de développement auprès du ministre délégué chargé du développement. En 2014, il est l'une des personnalités qualifiées pour les états généraux de la modernisation du droit de l’environnement.

### International
Il est actif dans différentes organisations internationales telle l’Union internationale pour la conservation de la nature (UICN) dont il est vice-président de la commission droit de l’environnement de 2005 à 2008. Il est Président du Centre international de droit comparé de l’environnement (CIDCE), une ONG internationale accréditée à la Conférence de Rio (1992), celle de Johannesburg (2002), et celle de Rio + 20 (2012).
Il représente la France au Conseil européen du droit de l’environnement.
Il est membre de la Cour internationale d’arbitrage et de conciliation sur l’environnement
Proposé par le gouvernement français et élu par les Conférences des Parties, il participe depuis 2011 aux travaux de la Convention d’Espoo sur l'évaluation de l'impact sur l'environnement (EIE) dans les contextes transfrontaliers et depuis 2012 à ceux de la Convention de Barcelone sur la protection du milieu marin et du littoral de la Méditerranée.
Nommé par le Président de la République membre de la délégation officielle française à Rio en juin 2012 au titre des ONG scientifiques, il participe activement par ses contributions scientifiques à la préparation de la conférence de Rio + 20 en 2011 et 2012 et organise la réunion mondiale des juristes de l’environnement à Limoges en septembre 2011 et à Rio en juin 2012.

## Distinctions

### Prix
- Prix de droit de l’environnement  Elizabeth Haub, Université libre de Bruxelles, médaille d’or, 1976

### Décorations
- Chevalier de l'ordre national du Mérite Il est fait chevalier le 10 mai 1995[8].
- Officier de la Légion d'honneur Il est fait chevalier le 13 juillet 2004[9], et est promu officier le 13 juillet 2016[10].
- Commandeur de l'ordre des Palmes académiques En 2005.

### Honneurs
Il a reçu une multitude de doctorat honoris causa :
- 2010 : Université de Saragosse[11]
- 2011 : Université d’écologie de Bucarest[11]
- 2011 : Université de Sherbrooke[11]
- 2011 : Université national du Littoral (en) de Santa Fe en Argentine[11]
- 2018 : Université de Buenos Aires[11]

En 2007, ses collègues lui dédient des Mélanges, publié chez Dalloz.